# Vespa 150 Sprint

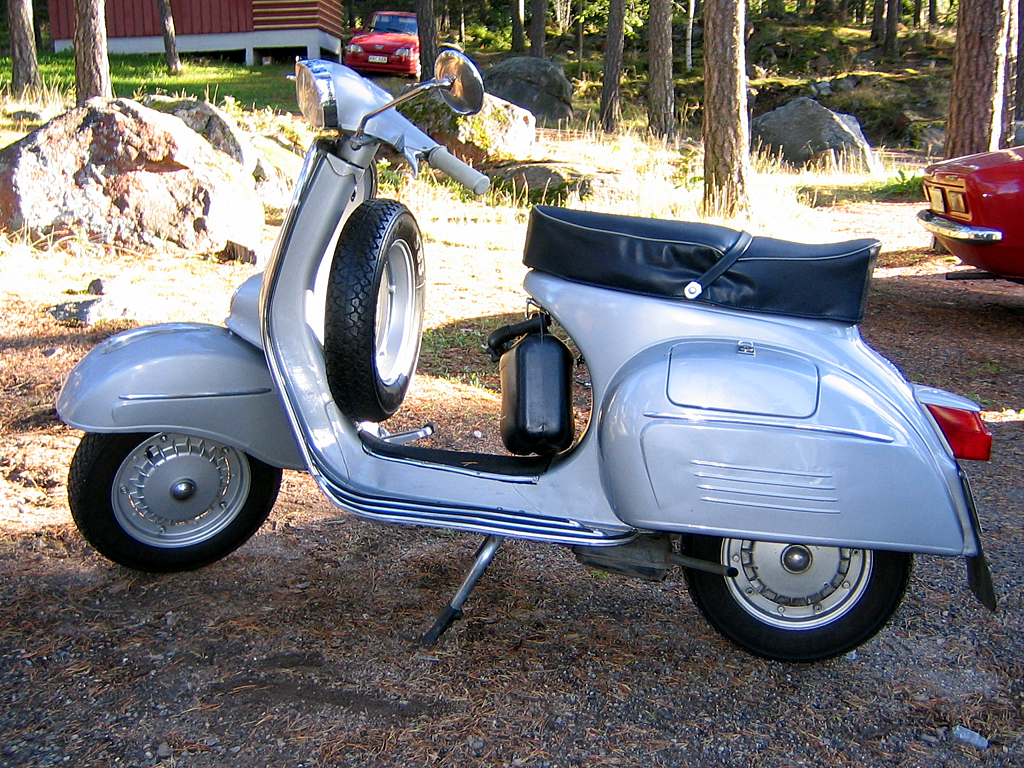
Vespa 150 Sprint

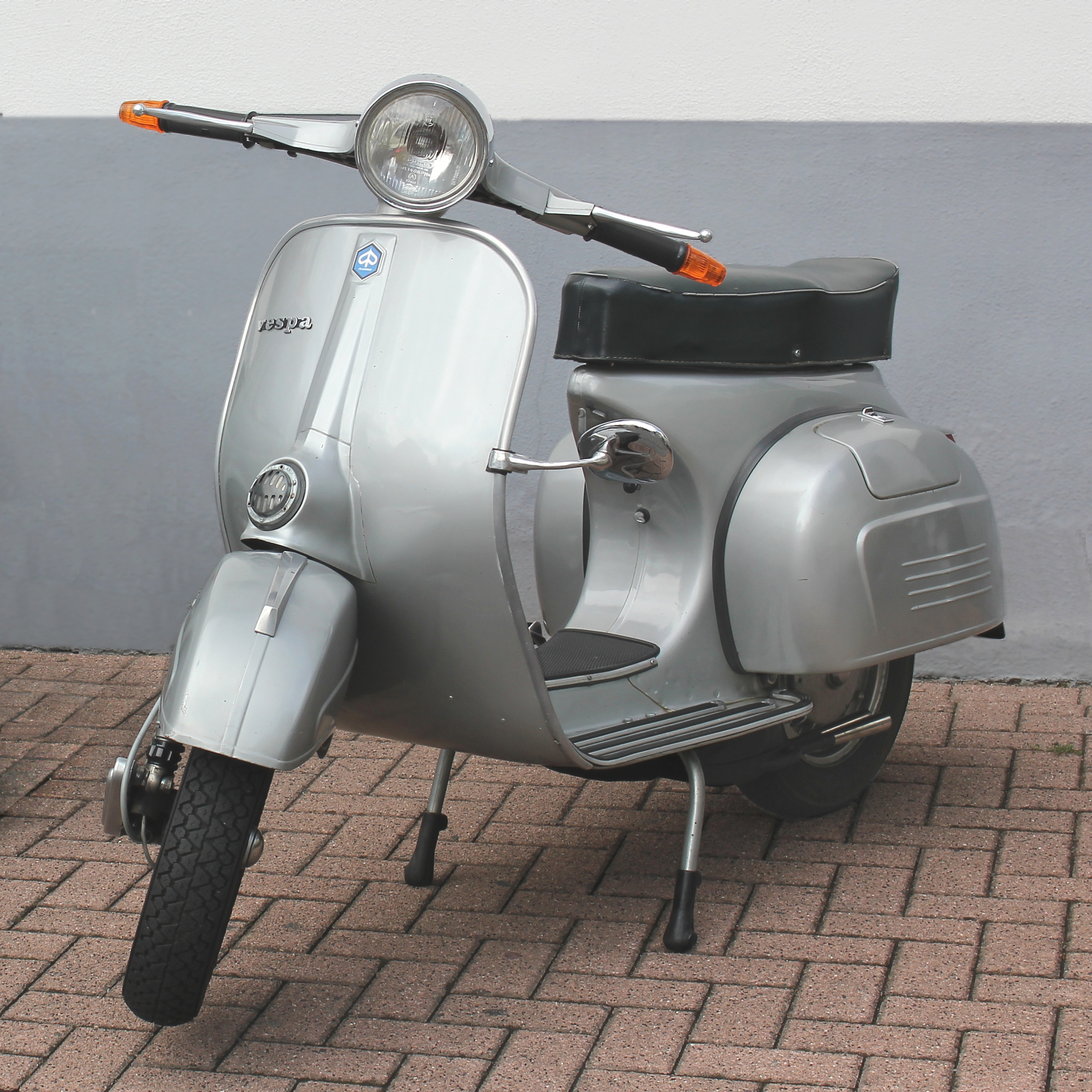
Version 150 Sprint V. für Deutschland mit Blinkern an den Lenkerenden

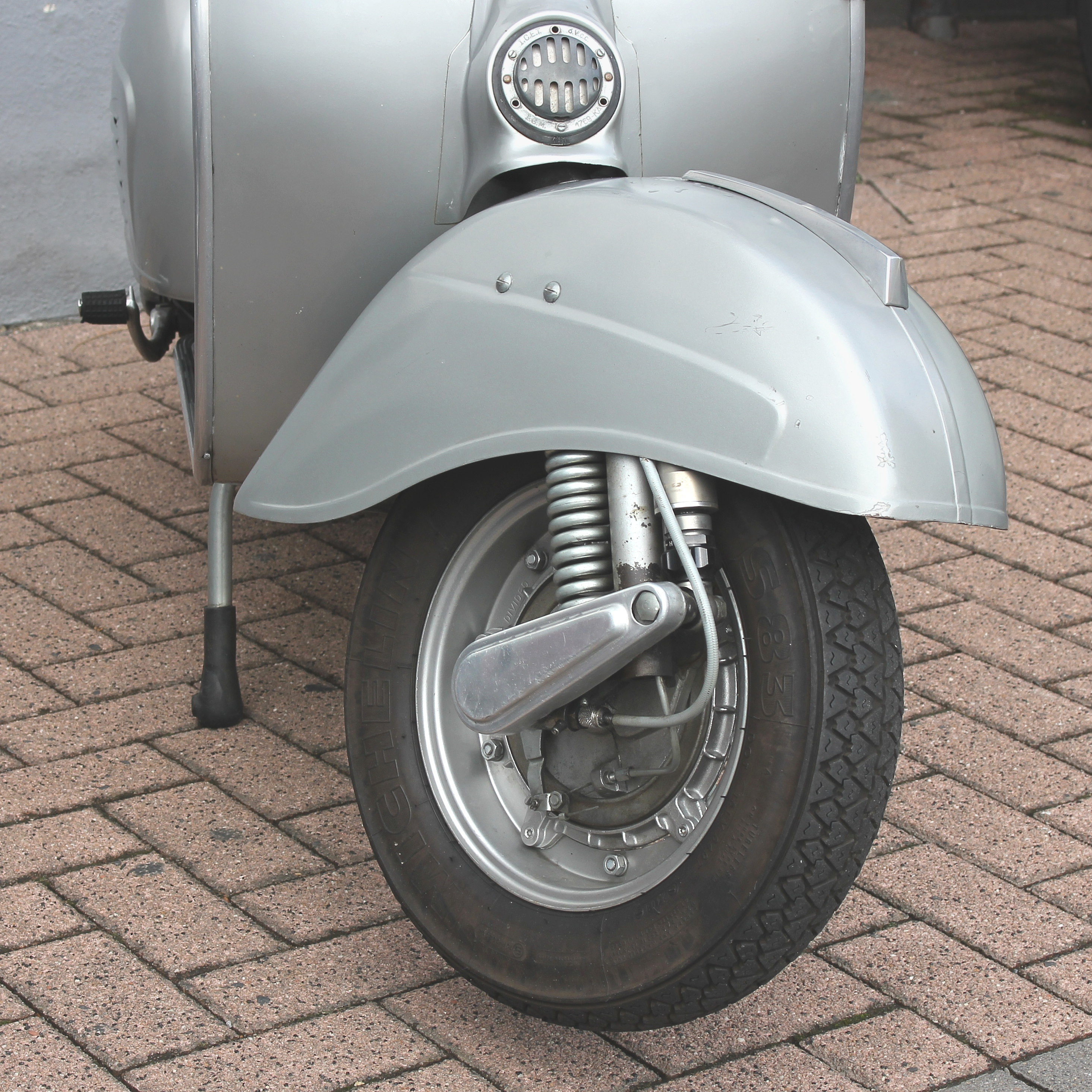
Radaufhängung vorn

Die Vespa 150 Sprint ist ein Motorroller von Piaggio.
Von der Vespa Sprint gab es zwei Serien. Das erste Modell, das Vespa Sprint genannt wurde, war bis 1974 im Programm, während ab 1969 parallel dazu die sehr ähnliche Vespa Sprint Veloce bis 1979 angeboten wurde.
Beide Modelle haben einen Zweitakt-Drehschiebermotor mit 145 cm³ Hubraum. Der Motor der Vespa Sprint Veloce hat jedoch drei statt zwei Überstromkanäle und mit 7,7 : 1 eine höhere Verdichtung, wodurch eine Leistung von 8 PS statt 7 PS erreicht wird. Die Motorleistung wird über ein Vierganggetriebe mit Drehgriffschaltung an das Hinterrad übertragen.
Die Karosserie der Roller ist selbsttragend; das Vorderrad ist an einer einseitigen gezogenen Kurzschwinge aufgehängt, das Hinterrad an einer Triebsatzschwinge. Das Modell 150 Sprint Veloce unterscheidet sich äußerlich von dem Modell 150 Sprint durch den kreisrunden Scheinwerfer statt des abgeflachten. Außerdem fehlen die Zierleisten am vorderen Kotflügel und hinten an den „Backen“. Ein Merkmal der für Deutschland gebauten Ausführung 150 Sprint V. sind die Blinker an den Lenkerenden.

## Technische Daten
| Daten                        | Vespa 150 GL                                                           | Vespa 150 Sprint                                                       | Vespa 150 Sprint Veloce                                                |
| ---------------------------- | ---------------------------------------------------------------------- | ---------------------------------------------------------------------- | ---------------------------------------------------------------------- |
| Bauzeit                      | 1962–1965                                                              | 1965–1974                                                              | 1969–1979                                                              |
| Präfix der Rahmennummer      | VLA1T                                                                  | VLB1T                                                                  | VLB1T                                                                  |
| Motorbauart                  | Zweitakt-Einzylinder (mit Drehschieber)                                | Zweitakt-Einzylinder (mit Drehschieber)                                | Zweitakt-Einzylinder (mit Drehschieber)                                |
| Gemischaufbereitung          | Vergaser                                                               | Vergaser                                                               | Vergaser                                                               |
| Hubraum                      | 145,45 cm³                                                             | 145,45 cm³                                                             | 145,45 cm³                                                             |
| Bohrung × Hub (mm)           | 57 × 57                                                                | 57 × 57                                                                | 57 × 57                                                                |
| Max. Leistung (PS) bei 1/min | 6,25 5000                                                              | 7,1 5000                                                               | 8,0 5000                                                               |
| Höchstgeschwindigkeit        | 88 km/h                                                                | 94 km/h                                                                | 97 km/h                                                                |
| Karosserie                   | selbsttragend                                                          | selbsttragend                                                          | selbsttragend                                                          |
| Radaufhängung                | vorn gezogene Schwinge, hinten Triebsatzschwinge hydraulische Dämpfung | vorn gezogene Schwinge, hinten Triebsatzschwinge hydraulische Dämpfung | vorn gezogene Schwinge, hinten Triebsatzschwinge hydraulische Dämpfung |
| Radstand                     | 1200 mm                                                                | 1200 mm                                                                | 1200 mm                                                                |
| Gesamtlänge                  | 1770 mm                                                                | 1770 mm                                                                | 1770 mm                                                                |
| Reifengröße                  | 3.50 × 10                                                              | 3.50 × 10                                                              | 3.50 × 10                                                              |
| Leergewicht                  | ca. 90 kg                                                              | ca. 90 kg                                                              | ca. 90 kg                                                              |